# Michel Sitjar

a Compétitions nationales et continentales officielles uniquement.

b Matchs officiels uniquement.
Dernière mise à jour le 12/06/2019.
Michel Sitjar, né le 13 septembre 1942 à Toulouse et mort le 10 juin 2019 à Lamagistère, est un joueur de rugby à XV international français évoluant au poste de troisième ligne aile, notamment avec le SU Agen.
Sacré triple champion de France avec le SUA (1962,  1965 et 1966), il s'est aussi essayé au rugby à XIII en 1970-1971.

## Biographie
Michel Sitjar naquit le 13 septembre 1942 à Castelsagrat,,, l'année où son père, révolutionnaire antifranquiste espagnol, fut assassiné à Toulouse.
Obsédé par la mort, il avait cette faculté de ne rien prendre au sérieux. Il quitta le collège pour être placé chez les Jésuites. Plus tard, il débuta le rugby à XV à l'Avenir valencien avant de rejoindre le SU Agen en 1961. 
Il fallait probablement qu'il vécût avec l'idée de la mort pour évacuer cette pression, qui chez certains, peut annihiler toute performance sportive.

### Carrière
D'une taille de 1,79 m et d'un poids de  92 kg, il était  troisième ligne aile du SU Agen et de l'équipe de France, à l'époque de Paul Biémouret et de Francesco Zani.
Il interrompit brutalement sa carrière quinziste en 1970, après la défaite en demi-finale du championnat contre La Voulte, pour passer à XIII à 28 ans, au XIII Catalan, pour lequel il joua une saison. Il entraina ensuite l'Avenir valencien, avant de se retirer du monde « rugbystique », laissant à Agen le souvenir légendaire d'un « flanker voltigeur ».

### Suicide
Michel Sitjar a vécu entre espoir et désespoir. Il est retrouvé mort le 10 juin 2019 à son domicile de Lamagistère. L'autopsie demandée par le parquet a conclu à un suicide.
Michel Sitjar était agriculteur de métier et poète « de grand talent ».

## Palmarès

### En club
- Championnat de France de rugby à XV :
  - Champion (3) : 1962, 1965 et 1966 avec le SU Agen
- Challenge Yves du Manoir :
  - Vainqueur (1) : 1963 avec le SU Agen

### En équipe nationale
- Tournoi des Cinq Nations en 1967

## Statistiques en équipe nationale
- 13 sélections en équipe de France A de 1964 à 1967
- Tournée en Afrique du Sud en 1967

## Publications
Michel Sitjar est l'auteur de :
- Rugby et Poésie en 2008
- Rugby et Poésie, deuxième mi-temps en 2010[9]